# Вудсток (Вермонт)
Вудсток (енгл. Woodstock) град је у америчкој савезној држави Вермонт.

## Демографија
По попису из 2010. године број становника је 900, што је 77 (-7,9%) становника мање него 2000. године.
| Група             | 2000.       | 2010.       |
| Белци             | 952 (97,4%) | 877 (97,4%) |
| Афроамериканци    | 2 (0,2%)    | 4 (0,4%)    |
| Азијати           | 7 (0,7%)    | 4 (0,4%)    |
| Хиспаноамериканци | 10 (1,0%)   | 9 (1,0%)    |
| Укупно            | 977         | 900         |